# Колишня контора Полонських млинів
Колишня контора Полонських млинів — історичний будинок у місті Полонне.

## Історія
Полонне було власністю панів Карвіцьких на початку ХХ ст. Вони займалися млинами для виробництва борошна для екпорту закордон. Для обслуговування цього бізнесу було споруджена контора у центрі Полонного. В радянський час в приміщенні працював райвиконком та редакція районної газети, яка тут працює і до сьогодні.

## Опис
Розміщується на вулиці Лесі Українки 103. Побудована у цегляному стилі двох поверхова споруда з двома балконами та фігурними атиками. Збереглися оригінальні вхідні двері.

## Галерея

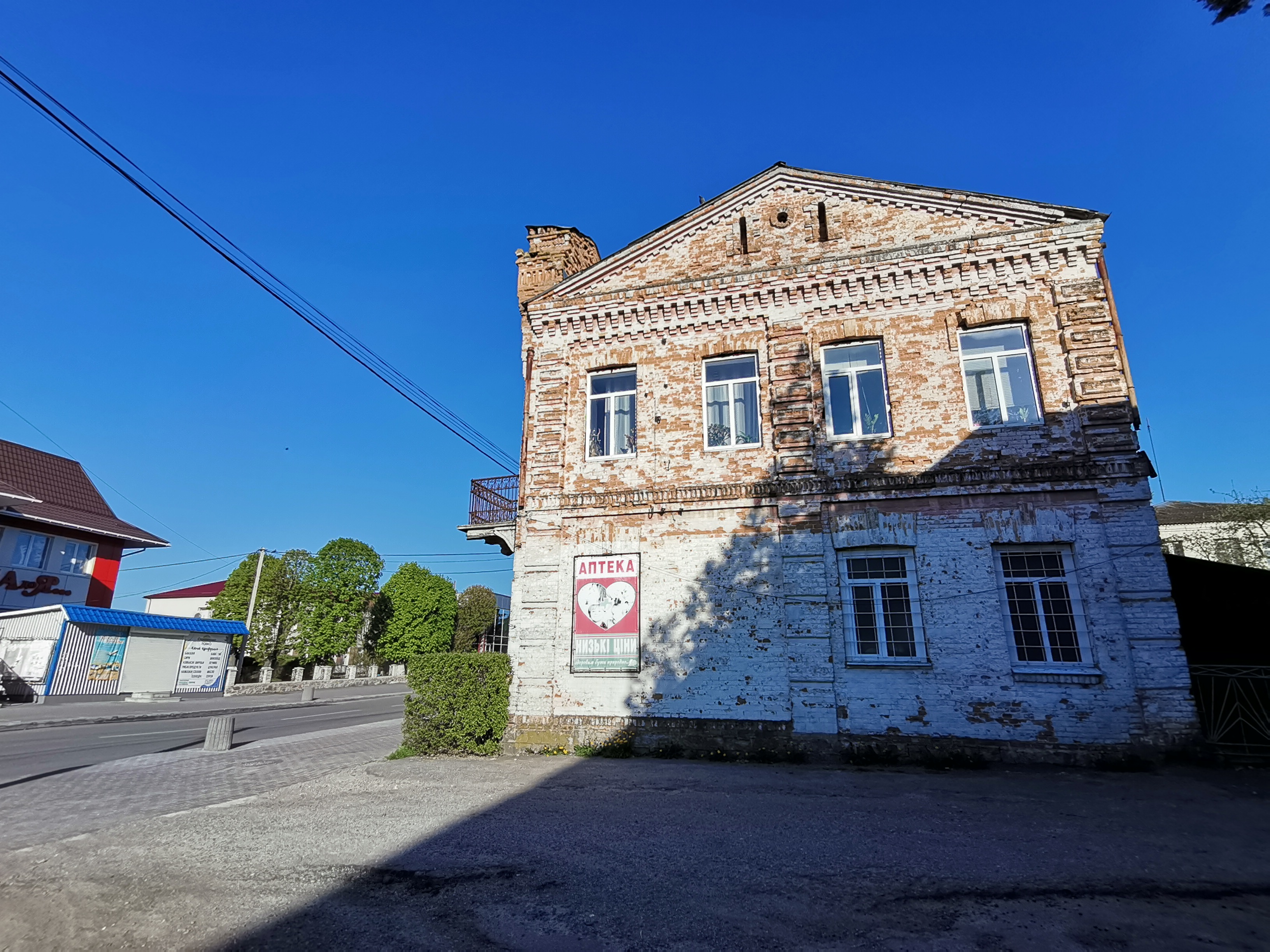
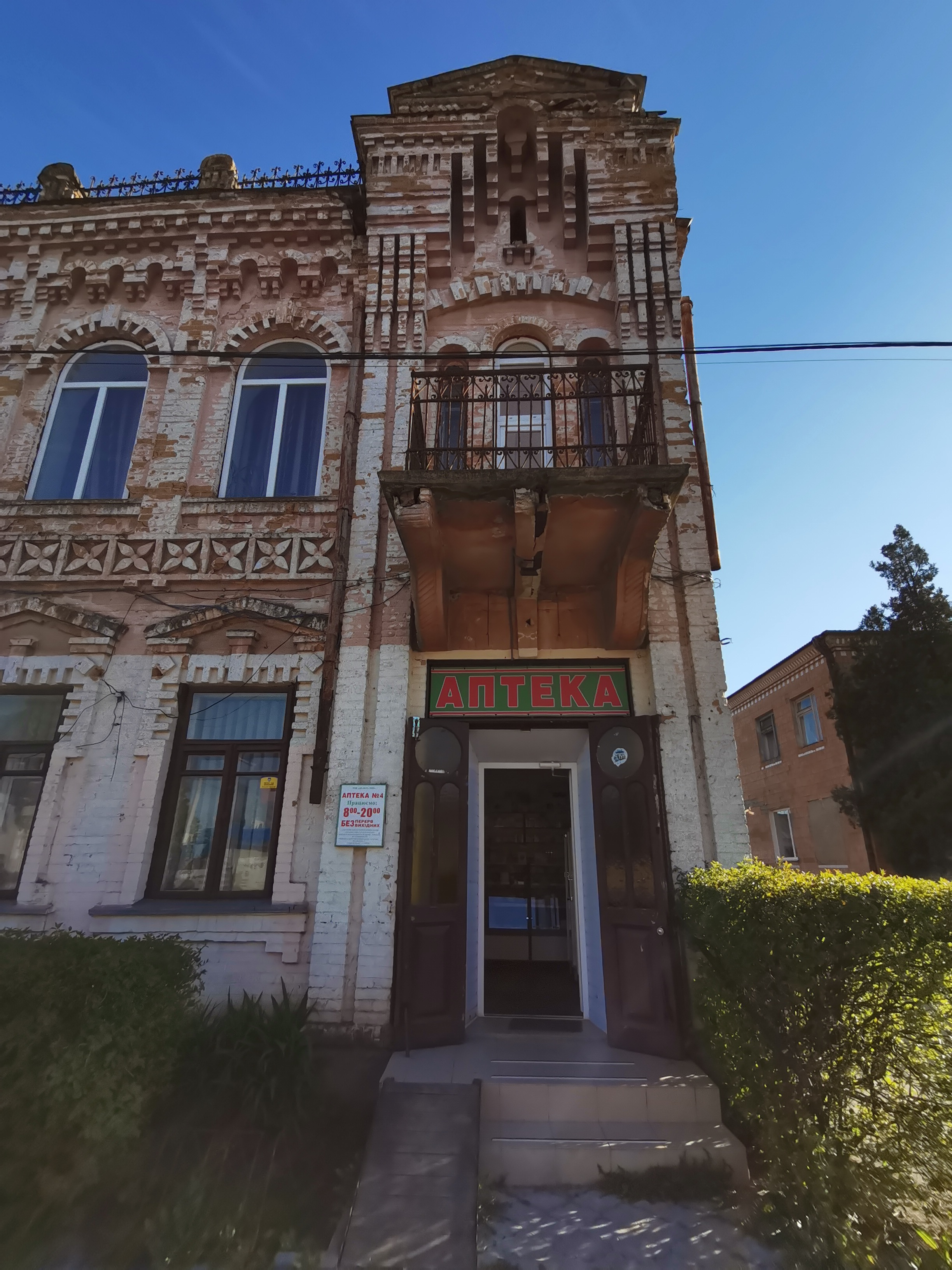
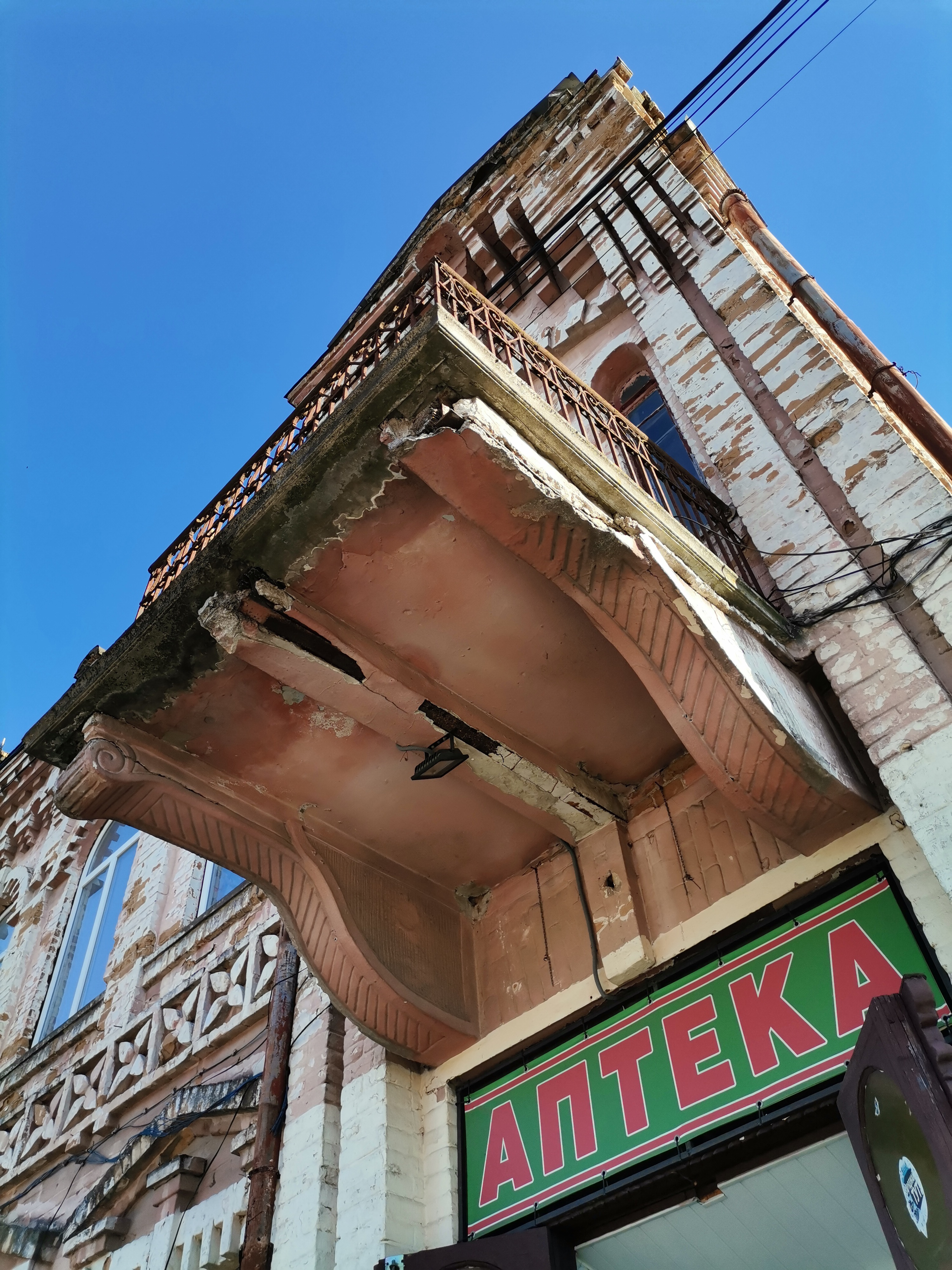
Балкон
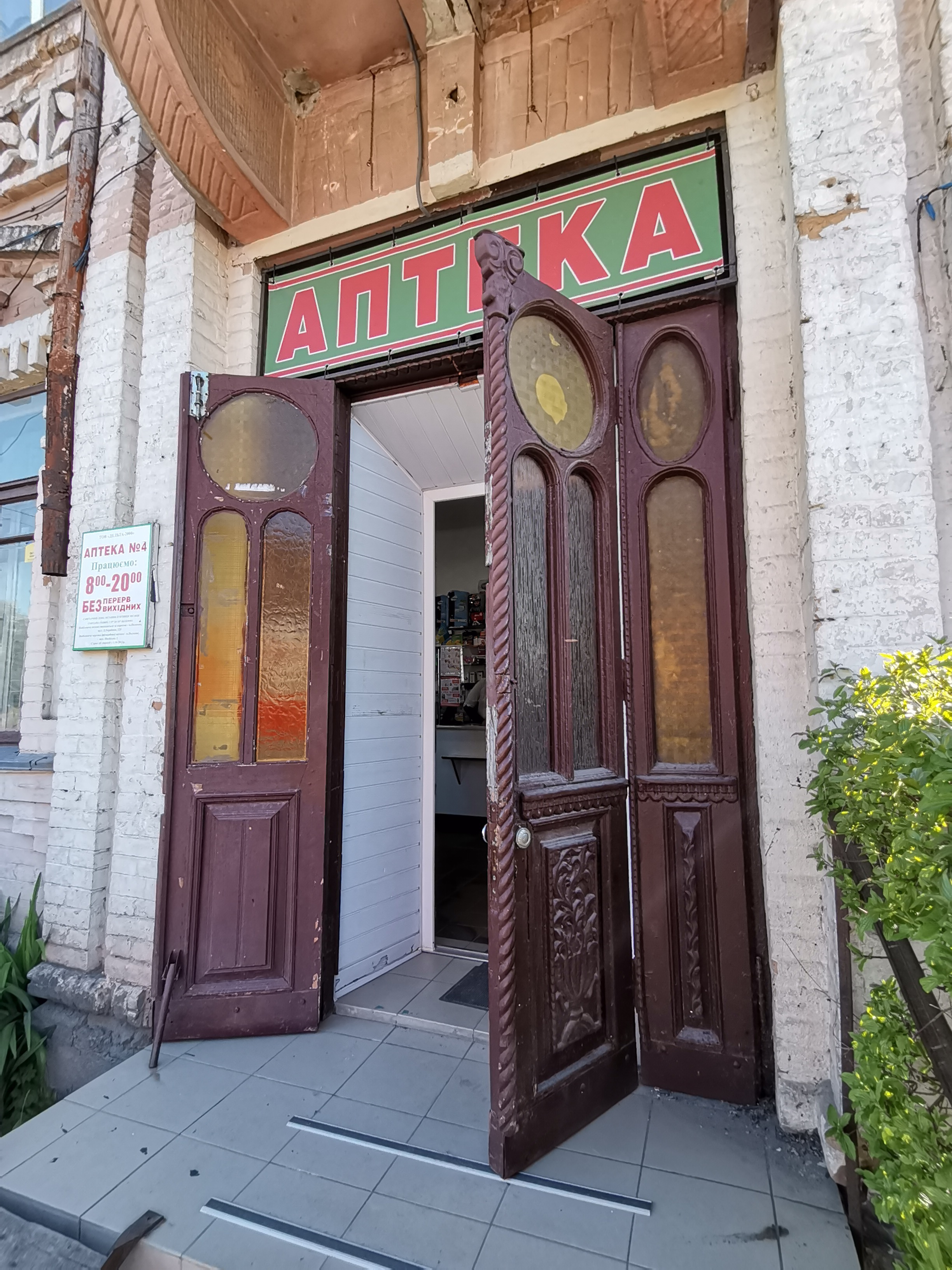
Двері